# Minekaze (lớp tàu khu trục)
Lớp tàu khu trục Minekaze (tiếng Nhật: 峯風型駆逐艦 - Minekazegata kuchikukan) là một lớp tàu khu trục hạng nhất của Hải quân Đế quốc Nhật Bản bao gồm tổng cộng 15 chiếc. Được chế tạo vào giai đoạn 1918-1922 khi Chiến tranh Thế giới thứ nhất kết thúc, chúng đã trở nên lạc hậu vào lúc bắt đầu Chiến tranh Thái Bình Dương của Chiến tranh Thế giới thứ hai, những chiếc trong lớp Minekaze hầu như chỉ được giao những vai trò phụ, phục vụ suốt cuộc chiến tranh như những tàu tuần tra, tàu vận chuyển tốc độ cao, và tàu chở ngư lôi cảm tử kaiten. Hầu hết chúng đều bị tàu ngầm Mỹ và Anh đánh chìm.

## Bối cảnh
Việc chế tạo lớp tàu khu trục kích thước lớn Minekaze được chấp thuận như một phần trong Chương trình Hạm đội 8-4 của Hải quân Đế quốc Nhật Bản trong giai đoạn năm tài chính 1917-1920, kèm theo lớp Momi cỡ trung vốn chia sẻ nhiều đặc tính thiết kế chung. Được trang bị động cơ mạnh mẽ, những con tàu này có tốc độ cao và được dự định hoạt động như những tàu hộ tống cho những chiếc tàu chiến-tuần dương thuộc lớp Amagi mà cuối cùng đã không được chế tạo.
Hai chiếc đã được chấp thuận cho năm tài chính 1917, rồi thêm năm chiếc cho năm tài chính 1918. Cho dù chưa có chiếc nào hoàn tất vào lúc kết thúc Chiến tranh Thế giới thứ nhất, Hải quân Nhật vẫn quyết định tiếp tục dự án khi nhiều tàu khu trục cũ hơn cần phải được thay thế. Thêm năm chiếc nữa được đặt hàng cho năm tài chính 1919, và cuối cùng là ba chiếc cho năm tài chính 1920. Tuy nhiên, ba chiếc cuối cùng được chế tạo theo một thiết kế khác biệt và có dáng vẽ đủ phân biệt đến mức có thể xem là một lớp phụ riêng biệt. Các tàu khu trục mới là những con tàu nhanh và mạnh mẽ so sánh được với những chiếc đương thời của nước ngoài.

## Thiết kế
Là một thế hệ trung gian giữa những con tàu được thiết kế ở nước ngoài trong những năm đầu thế kỷ và các lớp tàu khu trục "kiểu đặc biệt" Kagero và Fubuki đầy sáng tạo trong những năm 1930, lớp Minekaze đánh dấu sự dịch chuyển đáng kể trong thiết kế của Hải quân Đế quốc Nhật Bản. Minekaze đại diện cho sự tách biệt hoàn toàn khỏi thông lệ trước đây vốn theo sát phương pháp và thiết kế của Anh Quốc.
Lớp tàu khu trục mới tích hợp một số cải tiến về thiết kế đặc trưng, bao gồm tháp cấu trúc thượng tầng phía trước được kéo dài với một khoảng hở tạo ra một sàn tàu ngay phía trước cầu tàu. Cách sắp xếp này cho phép có một sàn thấp được bảo vệ một phần dành cho các ống phóng ngư lôi phía trước đổi lại việc chúng bị ướt khi biển động.
Hệ thống động lực sử dụng bốn nồi hơi Kampon vận hành hai trục turbine hơi nước hộp số có công suất 38.500 mã lực, cho phép nó đạt được tốc độ tối đa 72 km/h (39 knot). Tuy nhiên, giống như những thiết kế trước, việc tiêu thụ nhiên liệu cao làm hạn chế tầm xa hoạt động.
Vũ khí trang bị bao gồm bốn hải pháo 120 mm/45 li Kiểu 3, sáu ống phóng ngư lôi 533 mm (21 inch) bố trí trên ba bệ nòng đôi và hai súng máy 7,7 mm. Những con tàu của lớp còn có thể mang theo cho đến 20 mìn sâu.

### Lớp phụ Nokaze

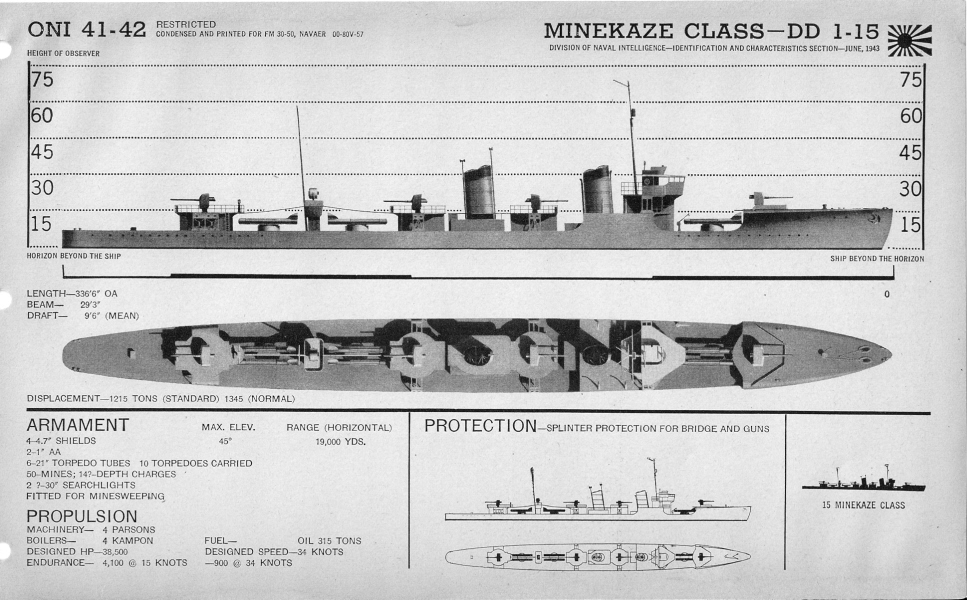
Hình ảnh nhận dạng lớp Minekaze của Văn phòng Tình báo Hải quân Mỹ

Ba chiếc cuối cùng trong loạt của Minekaze tích hợp một số cải tiến có được do kinh nghiệm hoạt động, và đã hình thành nên một lớp phụ. Khác biệt chính yếu là sự sắp xếp vũ khí phía sau tàu. Trên lớp Minekaze, các khẩu pháo phía sau được đặt trên sàn dọc theo trục giữa, với hai bệ ống phóng ngư lôi chen giữa chúng. Điều này đã hạn chế nặng nề góc bắn của pháo số 3. Thiết kế cải tiến có hệ thống kiểm soát hỏa lực tốt hơn và cải thiện việc sắp xếp hầm đạn. Các vị trí pháo và ngư lôi được thay đổi: pháo số 3 trước đây đặt sau ống khói thứ hai được di chuyển lui hơn về phía sau đến vị trí "X". Các bệ phóng ngư lôi số 2 và số 3 đặt sát lại với nhau, và bệ đèn pha tìm kiếm trước đây bố trí giữa chúng được chuyển ra phía trước ngay sau ống khói thứ hai.

## Lịch sử hoạt động
Được đưa vào hoạt động trong những năm 1920, lớp Minekaze là lực lượng nòng cốt trong các hải đội tàu khu trục của Hải quân Đế quốc Nhật Bản cho đến những năm 1930, khi được thay thế dần dần bởi những kiểu tiên tiến hơn.
Năm 1938, Okikaze được tháo dỡ vũ khí, nhưng vào năm 1941 khi chiến tranh đến gần, nó được tái vũ trang. Những chiếc Nadakaze và Shimakaze được xếp loại lại thành những tàu tuần tra vào các năm 1939 và 1940 tương ứng. Năm 1939 Sawakaze được sử dụng như một tàu cứu hộ máy bay cho Căn cứ Không lực Hải quân Tateyama, nhưng được cho quay lại vai trò ban đầu sau khi chiến tranh nổ ra.

## Những chiếc trong lớp
| Tàu                | Đặt lườn             | Hạ thủy              | Hoạt động            | Số phận |
| Minekaze (峯風)    | 20 tháng 4 năm 1918  | 8 tháng 2 năm 1919   | 29 tháng 5 năm 1920  | Bị đánh chìm phía Đông Đài Loan 23°12′B 121°30′Đ / 23,2°B 121,5°Đ 10 tháng 2 năm 1944                                                    |
| Sawakaze (澤風)    | 7 tháng 1 năm 1918   | 7 tháng 1 năm 1919   | 6 tháng 3 năm 1920   | Ngừng hoạt động 15 tháng 9 năm 1945; đánh chìm 1948                                                                                      |
| Okikaze (沖風)     | 22 tháng 2 năm 1919  | 3 tháng 10 năm 1919  | 17 tháng 8 năm 1920  | Bị đánh chìm phía Nam Yokosuka 35°02′B 140°12′Đ / 35,033°B 140,2°Đ 10 tháng 1 năm 1943                                                   |
| Shimakaze (島風)   | 5 tháng 9 năm 1919   | 31 tháng 3 năm 1920  | 15 tháng 11 năm 1920 | Tàu tuần tra PB-1 1 tháng 4 năm 1940; Bị đánh chìm phía Tây Kavieng 02°51′N 149°43′Đ / 2,85°N 149,717°Đ; xóa đăng bạ 10 tháng 2 năm 1943 |
| Nadakaze (灘風)    | 9 tháng 1 năm 1920   | 26 tháng 6 năm 1920  | 30 tháng 9 năm 1921  | Tàu tuần tra PB-2 1 tháng 4 năm 1940; Bị đánh chìm eo biển Lombok 07°06′N 115°42′Đ / 7,1°N 115,7°Đ 25 tháng 7 năm 1945                   |
| Yakaze (矢風)      | 15 tháng 8 năm 1918  | 10 tháng 4 năm 1920  | 19 tháng 7 năm 1920  | Tàu huấn luyện Trường Ngư lôi 20 tháng 7 năm 1942; mất trong một vụ nổ 20 tháng 7 năm 1945                                               |
| Hakaze (羽風)      | 11 tháng 11 năm 1918 | 21 tháng 6 năm 1920  | 16 tháng 9 năm 1920  | Bị đánh chìm phía Tây Nam Kavieng 02°47′N 150°38′Đ / 2,783°N 150,633°Đ;                                                                  |
| Shiokaze (汐風)    | 15 tháng 5 năm 1920  | 22 tháng 10 năm 1920 | 29 tháng 7 năm 1921  | Ngừng hoạt động 5 tháng 10 năm 1945; đánh chìm 1948                                                                                      |
| Akikaze (秋風)     | 7 tháng 6 năm 1920   | 14 tháng 12 năm 1920 | 16 tháng 9 năm 1921  | Bị đánh chìm phía Tây Luzon 16°48′B 117°17′Đ / 16,8°B 117,283°Đ 3 tháng 11 năm 1944                                                      |
| Yukaze (夕風)      | 14 tháng 12 năm 1920 | 28 tháng 4 năm 1921  | 24 tháng 8 năm 1921  | Ngừng hoạt động 5 tháng 10 năm 1945; chiến lợi phẩm cho Anh 14 tháng 8 năm 1947                                                          |
| Tachikaze (太刀風) | 18 tháng 8 năm 1920  | 31 tháng 3 năm 1921  | 5 tháng 12 năm 1921  | Bị đánh chìm tại Truk 07°04′B 151°55′Đ / 7,067°B 151,917°Đ 17 tháng 2 năm 1944                                                           |
| Hokaze (帆風)      | 30 tháng 11 năm 1920 | 12 tháng 7 năm 1921  | 22 tháng 12 năm 1921 | Bị đánh chìm phía Bắc Celebes 03°24′B 125°28′Đ / 3,4°B 125,467°Đ 6 tháng 7 năm 1944                                                      |
| Nokaze (野風)      | 16 tháng 4 năm 1921  | 1 tháng 10 năm 1921  | 31 tháng 3 năm 1922  | Bị đánh chìm ngoài khơi vịnh Cam Ranh 12°48′B 109°38′Đ / 12,8°B 109,633°Đ 20 tháng 2 năm 1945                                            |
| Namikaze (波風)    | 7 tháng 11 năm 1921  | 24 tháng 6 năm 1922  | 11 tháng 11 năm 1922 | Ngừng hoạt động 5 tháng 10 năm 1945 Chiến lợi phẩm cho Trung Hoa Dân Quốc 3 tháng 10 năm 1947, tháo dỡ 1960                              |
| Numakaze (沼風)    | 10 tháng 8 năm 1921  | 22 tháng 5 năm 1922  | 24 tháng 7 năm 1922  | Bị đánh chìm phía Tây Nam Okinawa 26°29′B 128°26′Đ / 26,483°B 128,433°Đ 19 tháng 12 năm 1943                                             |